# Julia Pereira de Vos
Julia Pereira de Vos (Lelystad, januari 2006) is een Braziliaans-Nederlandse langebaanschaatsster. Ze is in het bezit van het nationale record op de 1000 meter.
In seizoen 2023/2024 nam De Vos deel namens Nederland, maar sinds 2024/2025 komt zij uit namens Brazilië. Ze nam dat seizoen deel aan het WK Junioren in Collalbo en behaalde een 15e plaats op de 500 meter waarmee ze vier van de vijf Nederlandse schaatsers achter zich hield. De Vos heeft een Nederlandse vader en een Braziliaanse moeder en een dubbel paspoort. De Vos heeft als doel gesteld deel te willen nemen aan de Olympische Winterspelen van 2026 in Milaan. Ze wordt financieel gesteund tot 2030 door Brazilië maar traint in Nederland bij het team van Peter Kolder.

## Persoonlijke records
| Afstand    | Tijd     | Datum            | Baan       |
| ---------- | -------- | ---------------- | ---------- |
| 500 meter  | 41,13    | 21 december 2024 | Heerenveen |
| 1000 meter | 01.22,79 | 21 december 2024 | Heerenveen |
| 1500 meter | 2.09,46  | 28 oktober 2023  | Leeuwarden |
| 3000 meter | 4.48,58  | 8 oktober 2023   | Leeuwarden |

## Resultaten
| Jaar | WK Junioren | Olympische Spelen |
| ---- | ----------- | ----------------- |
| 2025 | 15e 500m    |                   |

(#, #, #, #) = afstandspositie op sprinttoernooi (500m, 1000m, 500m, 1000m).